# گنج (فیلم ۲۰۲۴)
گنج (به انگلیسی: Treasure) یک فیلم تراژیکمدی محصول سال ۲۰۲۴ به کارگردانی جولیا فون هاینز است. این فیلم بر اساس رمان مردان زیادی نوشته لیلی برت در سال ۱۹۹۹ ساخته شده است، لینا دانم، استیون فرای و زبیگنیف زاماخوفسکی بازیگران اصلی این فیلم هستند. داستان این فیلم در سال ۱۹۹۰ روایت می‌شود و داستان یک روزنامه‌نگار آمریکایی را روایت می‌کند که به همراه پدرش ادک برای بازدید از مکان‌های کودکی‌اش به لهستان سفر می‌کند. اما ادک، یک بازمانده از هولوکاست، در برابر دوباره زندگی کردن ضربه روحی خود مقاومت می‌کند و در سفر خرابکاری می‌کند و موقعیت‌های ناخواسته خنده دار را ایجاد می‌کند.
این فیلم در بخش گالا ویژه برلیناله در هفتاد و چهارمین جشنواره بین‌المللی فیلم برلین انتخاب شد و در ۱۷ فوریه ۲۰۲۴ به نمایش درآمد. این فیلم در ۱۴ ژوئن ۲۰۲۴ توسط بلیکر استریت در ایالات متحده منتشر شد.

## بازخوردها
در جمع‌آوری نقد راتن تومیتوز این فیلم بر اساس ۵۶ نقد، ۴۱ درصد از منتقدان را با امتیاز ۵٫۷ از ۱۰ تأیید می‌کند. با این حال، در میان مخاطبان تأیید شده، این فیلم دارای رتبه محبوبیت ۹۱٪ با میانگین امتیاز ۴٫۳ از ۵ است.